# シグフリード・アウグスト・ケイナネン
シグフリード・アウグスト・ケイナネン（Sigfrid August Keinänen、1841年2月7日 - 1914年9月25日）はフィンランドの画家である。フィンランドの人々の暮らしや、民族叙事詩「カレワラ」 を題材に作品を描いた。ヘルシンキの様々な美術学校で、後進を指導した。

## 略歴
北サヴォ県のクオピオの大工の息子に生まれた。はじめ父親の仕事を手伝ったが、1863年に工芸を含む初等教育の教師を育成するために設立された学校(Jyväskylän seminaari)に最初の学生の一人として入学し、1867年に卒業した。1867年から1868年の間はフィンランド美術協会の絵画学校で、絵の勉強を続けた。1868年に母校のJyväskylän seminaariで展覧会を開いて、国外留学の資金を集め、1869年からコペンハーゲンのデンマーク王立美術院、ストックホルムのスウェーデン王立美術院に留学し、1872年に帰国した。帰国後はヘルシンキのいろいろな学校で美術教師を務め、後にヘルシンキ芸術デザイン大学になる美術学校(Taideteollisessa keskuskoulussa)やフィンランド美術協会(Suomen Taideyhdistyksen piirustuskoulussa) の絵画学校でも教えた 。1877年に若手芸術家が参加するコンクール、Dukaattipalkintoで2位となった。
1887年から1888年の間は奨学金を得て、イタリア、パリに留学した。1882年から1911年までフィンランド美術協会の理事を務め、1914年に名誉会員の称号を贈られた。
アカデミック美術のスタイルで、フィンランド人の日常の生活を描いた画家である。
息子のVäinö Keinänen(1879-1948)は建築家になった。

## 作品

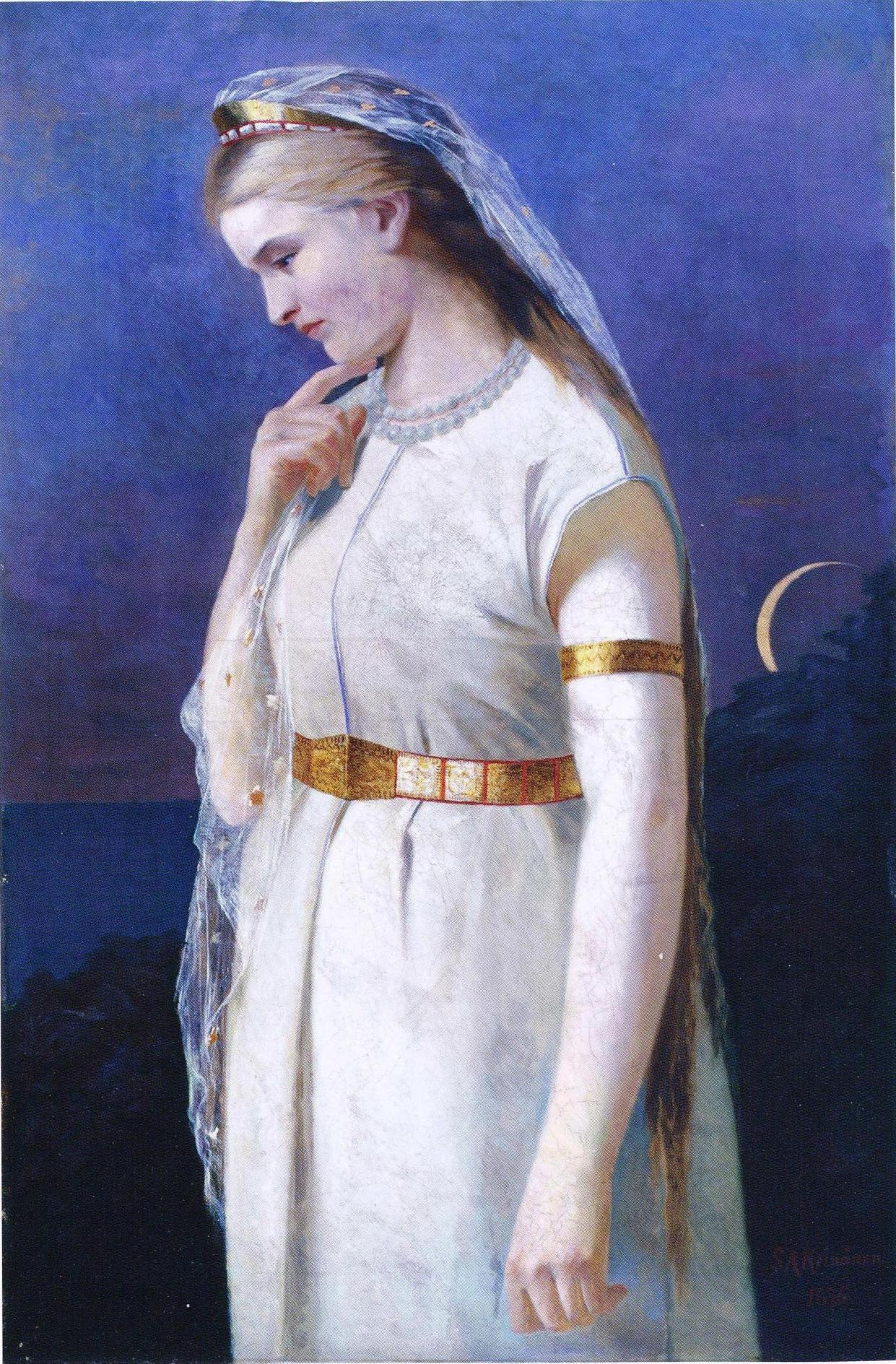
"Aino meren rannalla" (1876)
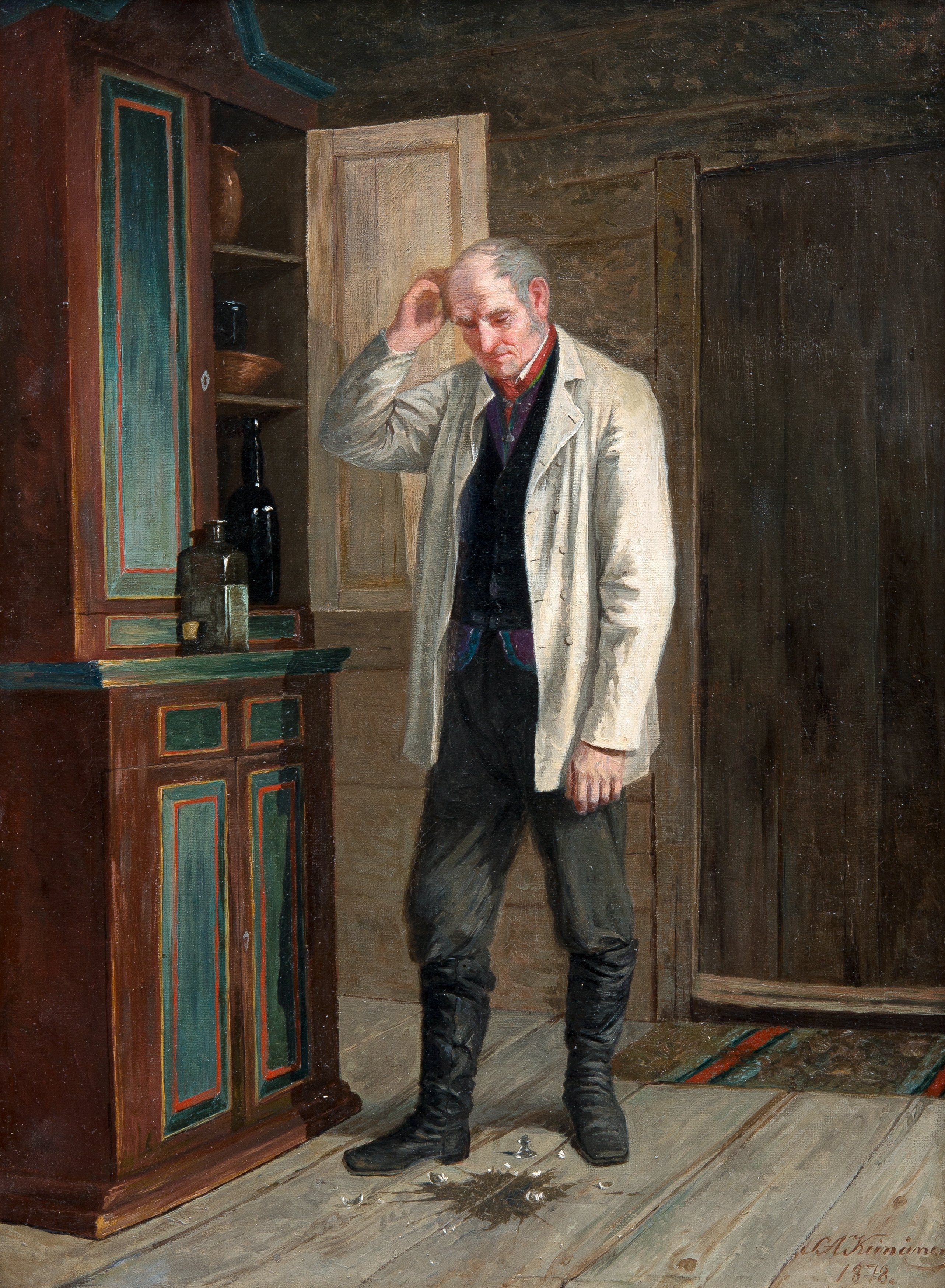
閉ざされた楽しみ(1878)
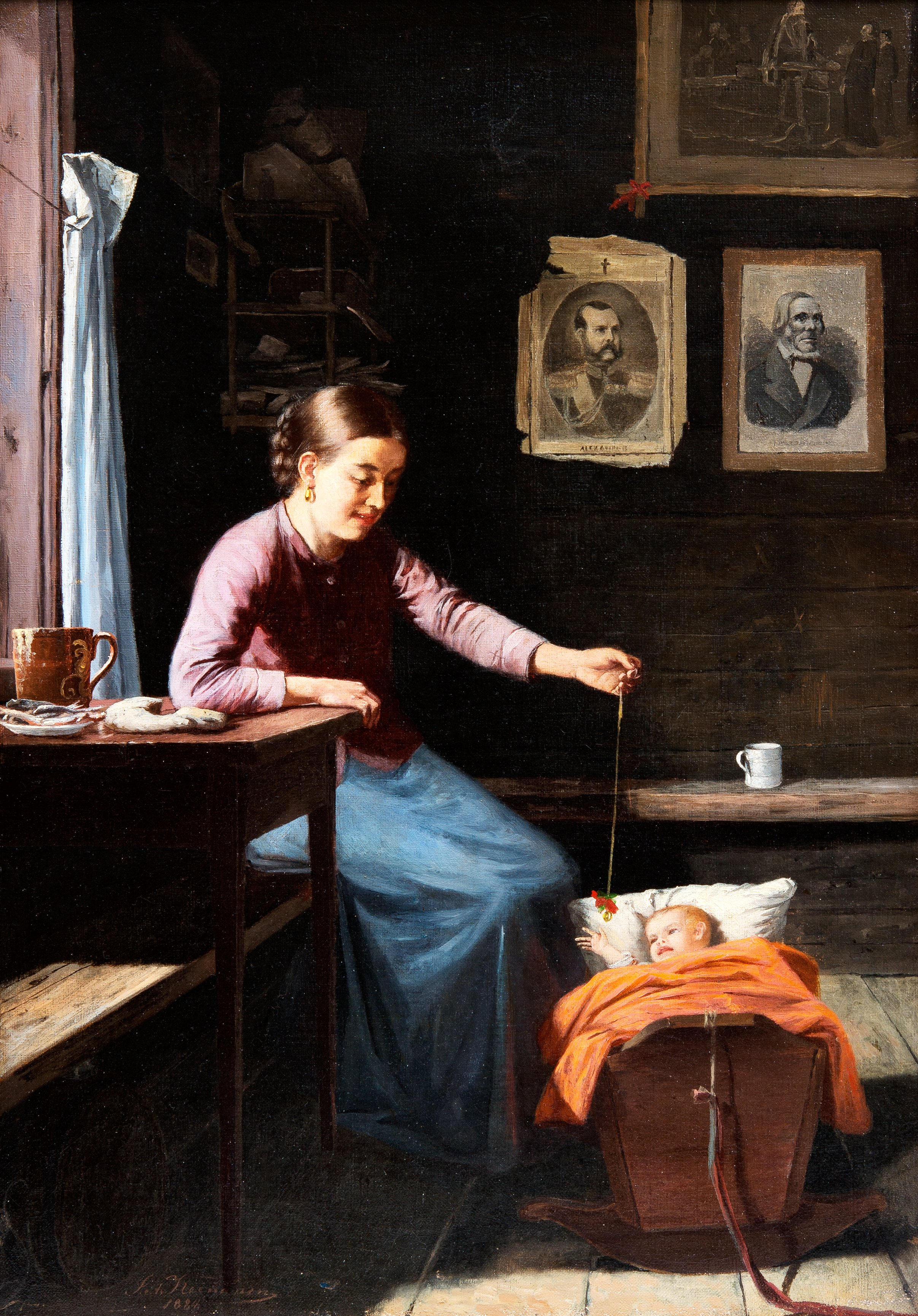
揺りかご(1884)
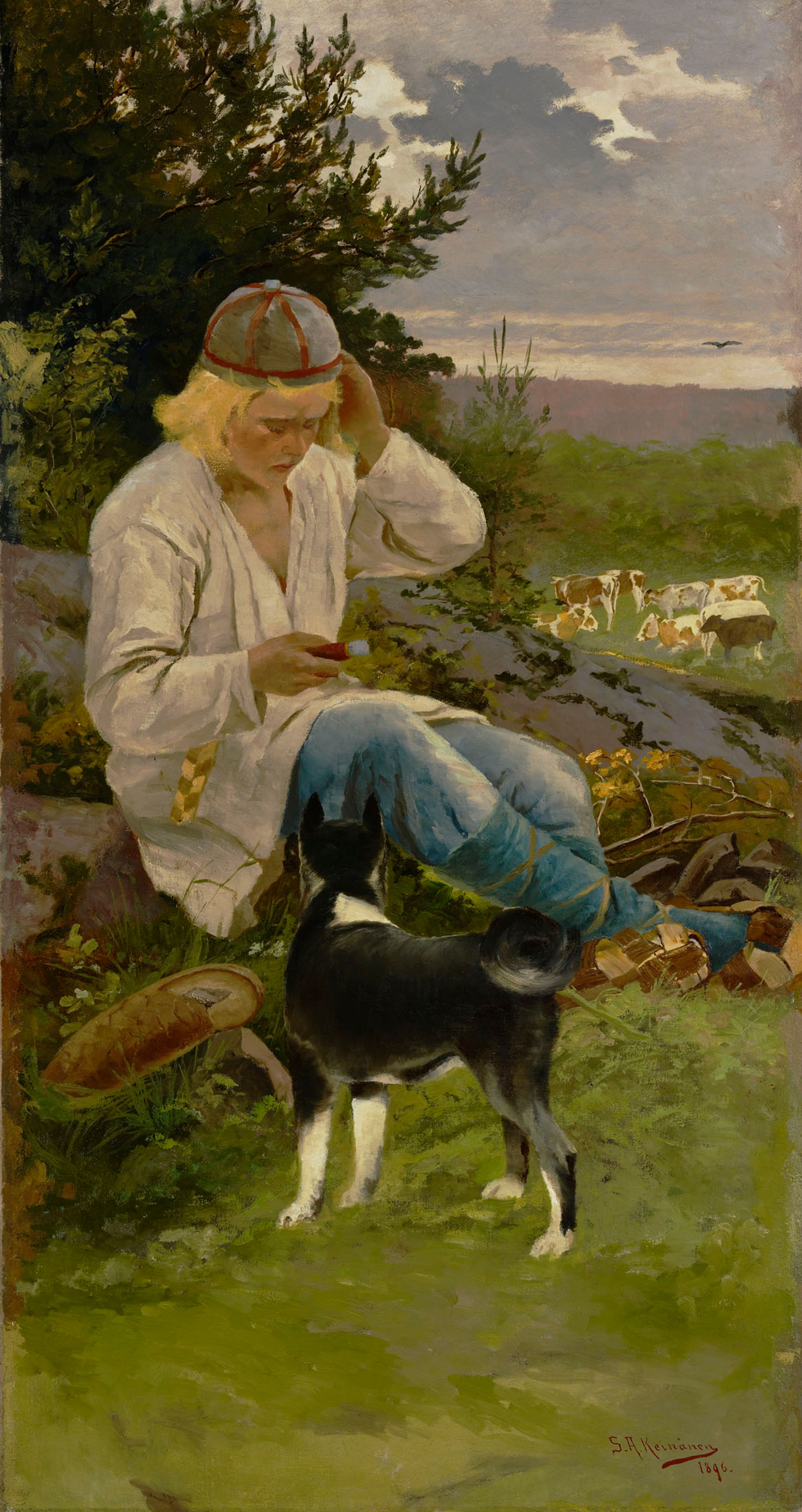
クレルヴォ(カレワラの人物)と犬(1896)

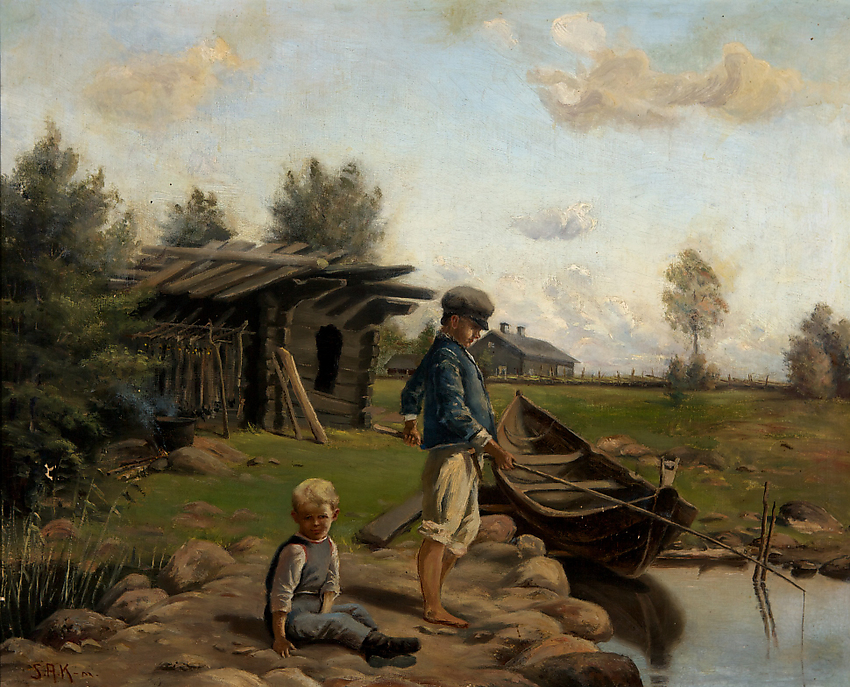
釣りをする少年(1890s)
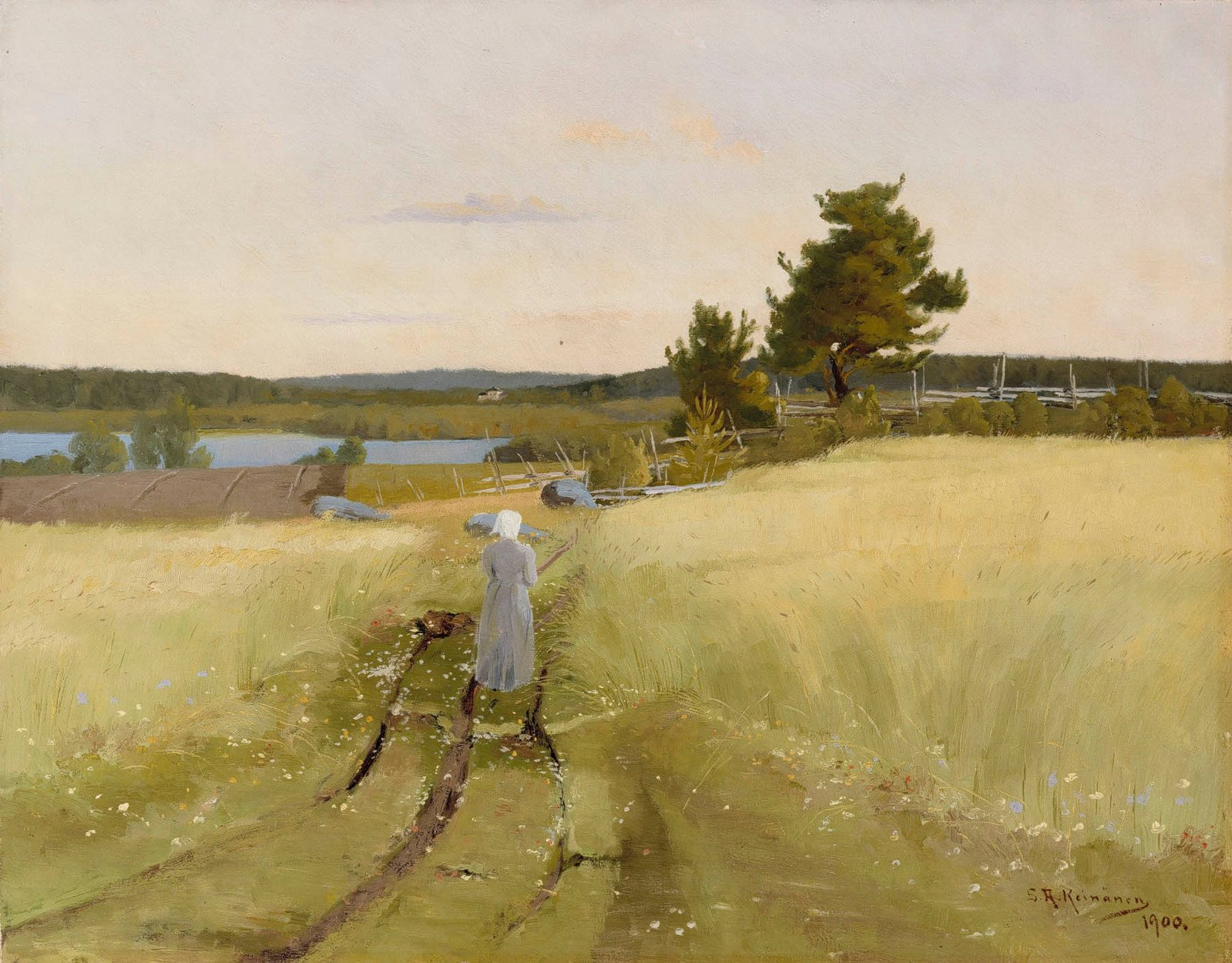
(1900)
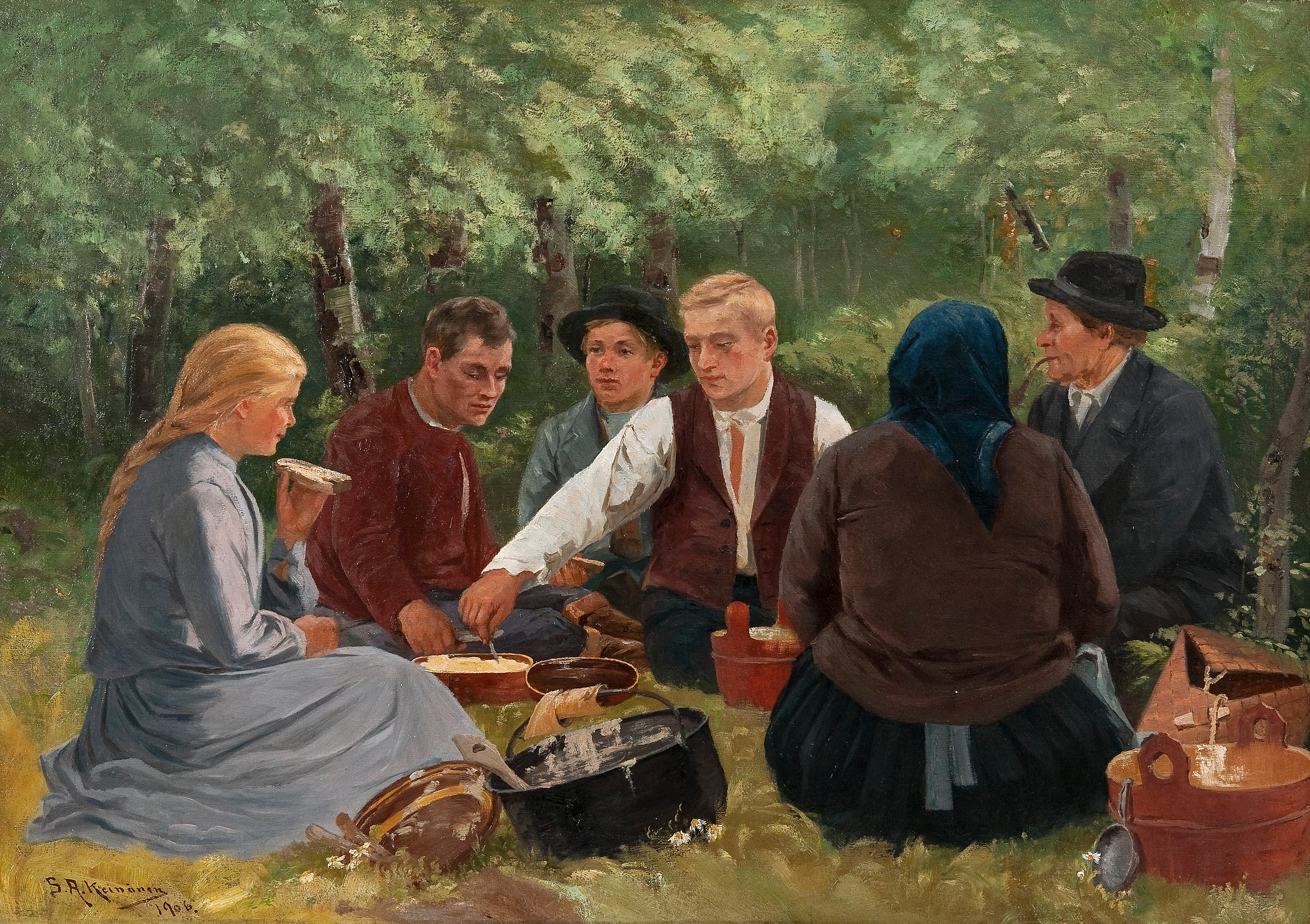
昼食の休憩(1906)